# Hermiston
Hermiston è un centro abitato (City) degli Stati Uniti d'America, situato nella contea di Umatilla dello Stato dell'Oregon. Nel 2005 la popolazione era di 15.030 abitanti.

## Geografia fisica
Secondo i rilevamenti dello United States Census Bureau, Hermiston si estende su una superficie di 16,7 km².